# Bautzen
Bautzen  [ˈbaʊ̯t͡sən] (?·pàg.), (alt sòrab: Budyšin [ˈbudɨʃin]) és una vila de l'estat federal de Saxònia. La ciutat, que dona nom al seu districte, es troba a la vora del riu Spree, prop de cinquanta kilòmetres a l'est de Dresden. Amb 41.000 habitants és la ciutat més important del districte.
Encara que a la ciutat tan sols hi ha un 10% de població sòraba, es considera el centre polític i cultural del sòrabs i la capital de l'Alta Lusàcia (Oberlausitz). Limita amb els municipis de Radibor, Großdubrau i Malschwitz al nord, Kubschütz a l'est, Großpostwitz, Obergurig i Doberschau-Gaußig al sud, i Göda a l'oest.

## Situació geogràfica
La ciutat es troba a la vora del riu Spree en la transició entre les muntanyes de Lusàcia (alemany: Lausitzer Bergland, sòrab: Łužičke hory) al nord i els camps oberts del nord del país, al centre de l'Alta Lusàcia. Pocs kilòmetres al nord es troba l'embassament de Bautzen, construït el 1974, en el lloc on abans hi havia els pobles de Malsitz (Małšecy) i Nimschütz (Hněwsecy) i a set kilòmetres cap al sud hi ha la muntanya de Mönchswalder Berg (Mnišońc).

## Cultura

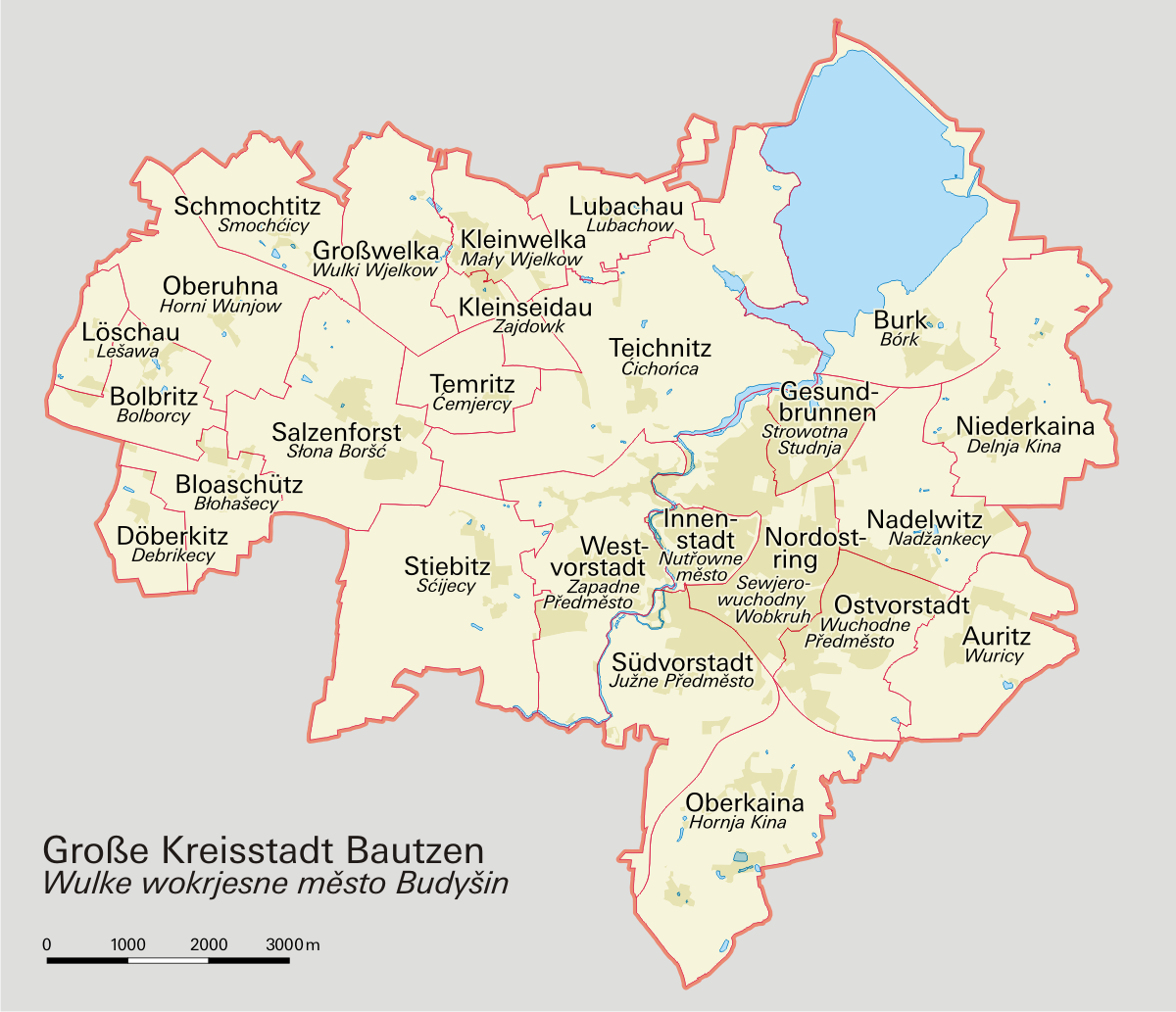
districtes de Bautzen.

Tot i ser ja una minoria a la ciutat, Bautzen és la seu de nombroses institucions culturals dels sòrabs, com la Fundació per al Poble Sòrab (Załožba za serbski lud), la Domowina, Ràdio Sòrab (Serbski rozhłós), Teatre Popular Alemany-Sòrab (Němsko-Serbske ludowe dźiwadło) i l'Institut Sòrab (Serbski institut).

## Fills il·lustres
- Oscar Schwar (1875-1946), fou un músic percussionista.

## Història
L'àrea que ocupa la ciutat avui en dia, ja estava habitada a l'Edat de Pedra i s'han trobat restes prehistòriques al districte nord-est.
El primer cop que apareix el nom de la ciutat és el 1002, a la Crònica de Thietmar, com a budusin civitas, on apareix com la vila principal de Lusàcia i el centre de la tribu eslava dels Milceni.
El 1018, l'emperador del Sacre Imperi, Enric II el Sant i el rei de Polònia, Boleslau I el Valent, signaren al castell d'Ortenburg la pau de Bautzen, que deixà la vila sota domini polonès. El 1033 passà a formar part del Sacre Imperi, el 1319 a Bohèmia i el 1635 a Saxònia.
Durant l'Edat Mitjana, va fer part de l'Aliança de les Sis Viles de l'Alta Lusàcia amb Görlitz, Zittau, Löbau, Kamenz i Lauban.
Els dies 20 i 21 de maig del 1813 va tenir lloc la batalla de Bautzen, entre els exèrcits francès i els aliats russos i prussians, en el transcurs de les Guerres Napoleòniques.
A la Segona Guerra Mundial, molt a prop de la vila, els nazis hi bastiren el camp de concentració de Groß-Rosen (ara Rogoźnica, en Polònia) una satèl·lit del camp de Sachsenhausen. Ernst Thälmann fou presoner d'aquest camp abans de ser transferit a Buchenwald. Entre el 21 i el 30 d'abril de 1945 tingué lloc la batalla de Bautzen, entre els exèrcits alemanys i els aliats russos i polonesos, que fou una de les darreres victòries alemanyes.
En el temps de la República Democràtica Alemanya, Bautzen era famosa per les seves presons: Bautzen I i Bautzen II. Bautzen I encara és una presó avui dia i Bautzen II és un museu memorial des del 1983.
El 2002 la ciutat va celebrar el seu primer mil·lenari.

## Subdivisions
La ciutat es divideix en 15 districtes (habitants a l'1 de gener de 2009):
- Innenstadt (Nutřkowne město), 5.278 h.
- Südvorstadt (Južne Předměsto), 1.738 h.
- Westvorstadt (Zapadne Předměsto), 3.505 h.
- Gesundbrunnen (Strowotna studnja), 8.178 h.
- Nordostring (Sewjerowuchodny Wobkruh), 10.727 h.
- Ostvorstadt (Wuchodne Předměsto), 6.360 h.
- Teichnitz (Wuchodne Předměsto), 377 h.
- Nadelwitz (Nadźankecy), 268 h.
- Burk (Bórk), 325 h.
- Oberkaina (Hornja Kina), 832 h.
- Niederkaina (Delnja Kina), 522 h.
- Stiebitz (Sćijecy), 510 h.
- Kleinwelka (Mały Wjelkow), 1.314 h.
- Salzenforst-Bolbritz (Słona Boršć-Bolborcy), 839 h.
- Auritz (Wuricy), 458 h.

## Agermanaments
- Worms, des de 1990
- Heidelberg, des de 1991
- Dreux, des de 1992
- Jablonec nad Nisou, des de 1993
- Jelenia Góra, des de 1993

## Galeria d'imatges

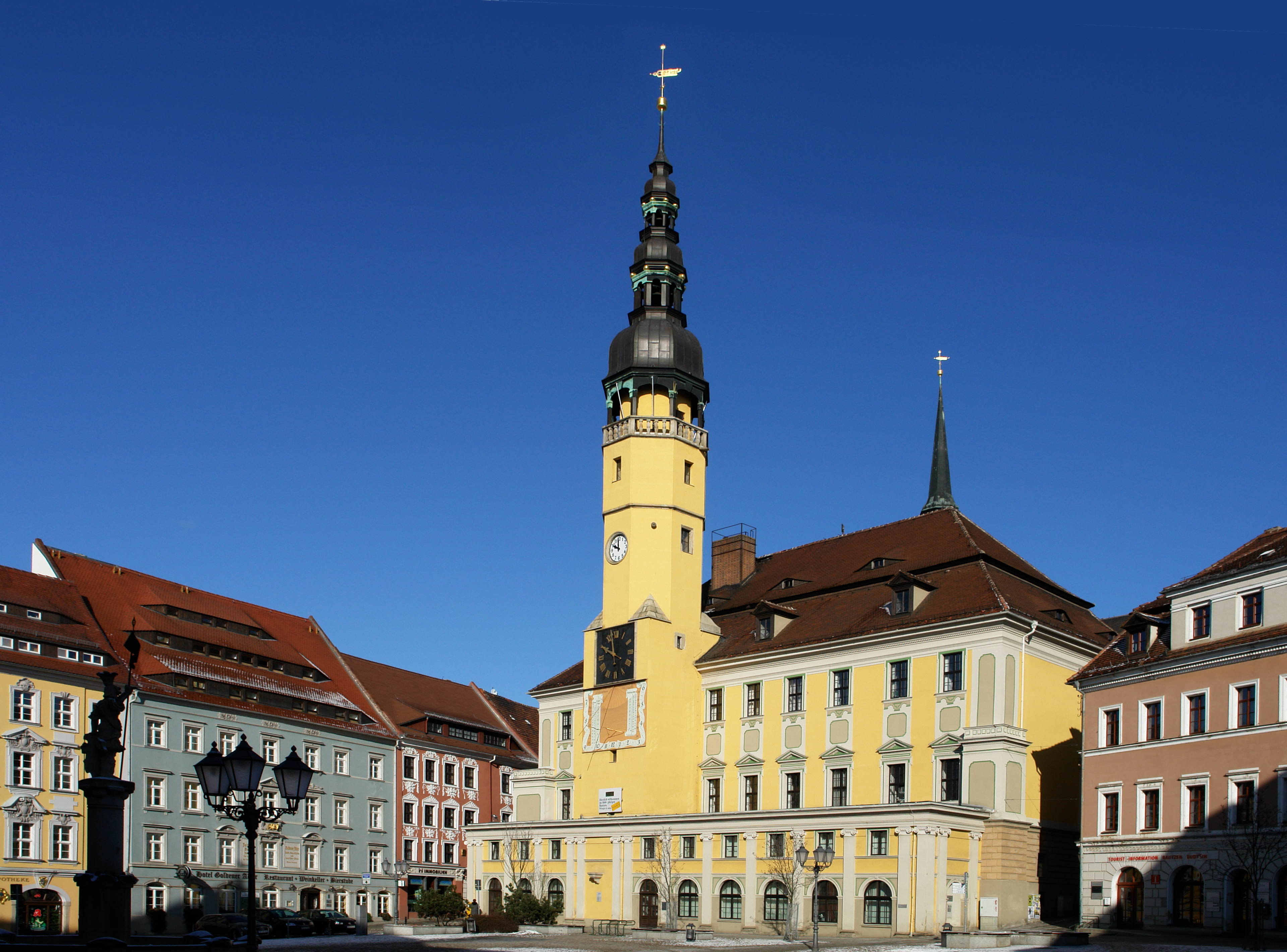
Ajuntament
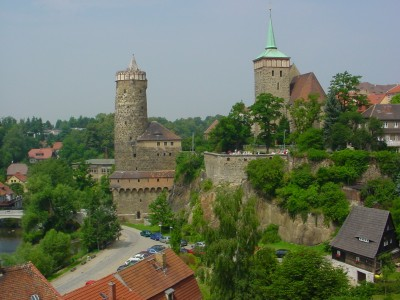
Torre d'aigua i església de Skt Michael
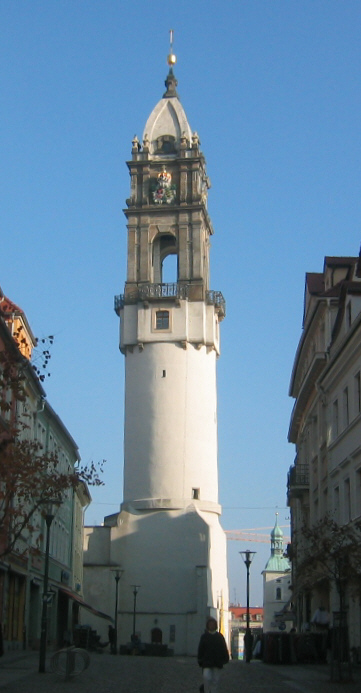
Torre Reichentum
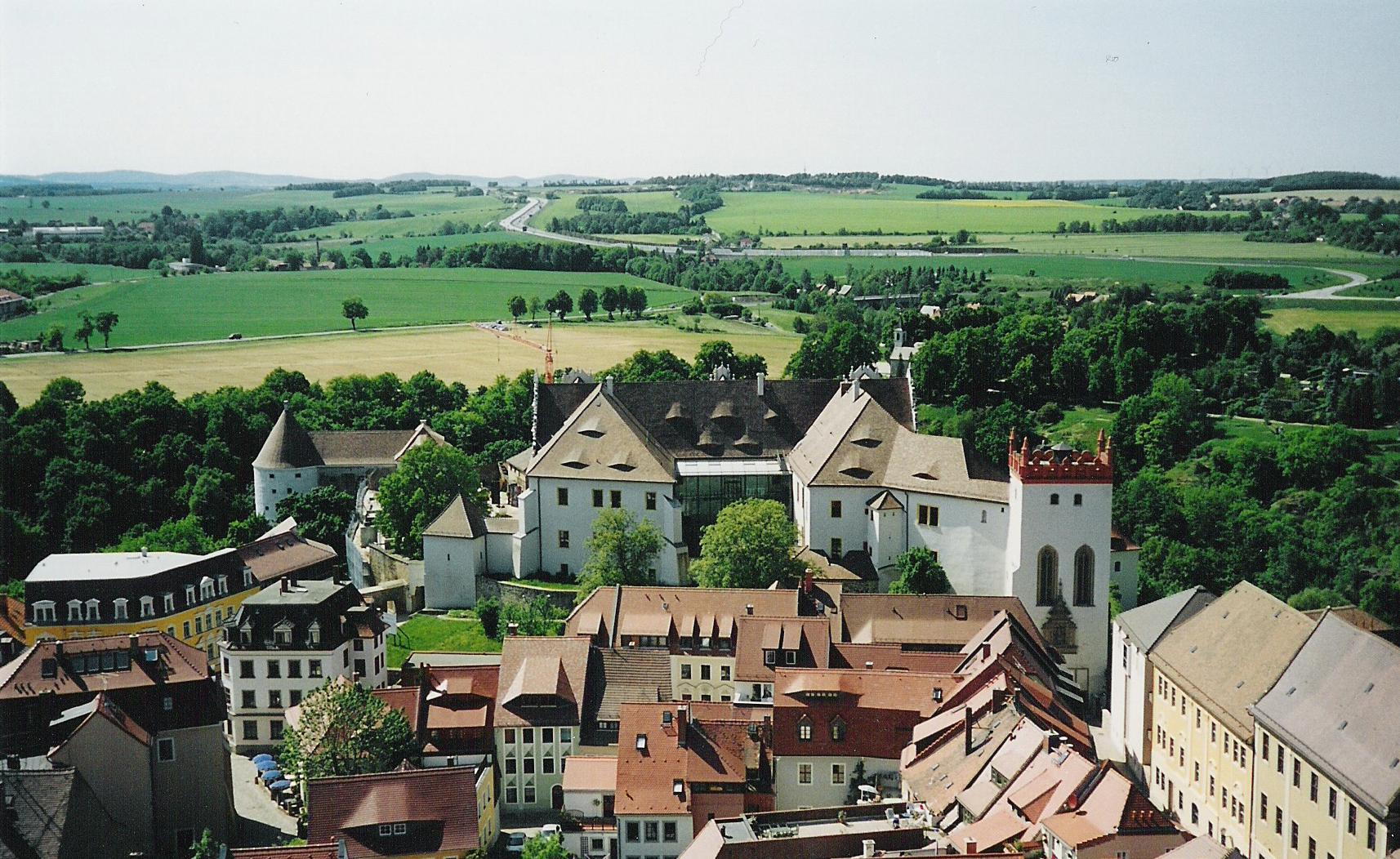
Castell d'Ortenburg